# José Carvalho (roteirista)
José Carvalho (Salvador, 11 de junho de 1964) é roteirista, scriptdoctor e professor de dramaturgia. Ele trabalha com roteiros de cinema e televisão desde o começo dos anos 1990. Em seu currículo destacam-se os longas-metragens Castelo Rá-Tim-Bum: O Filme e Bruna Surfistinha e a novela Xica da Silva. Mestre de Literatura pela PUC-Rio, Carvalho também já ministrou cursos tanto em sua alma mater, como em produtoras prestigiadas como a O2 Filmes e a Rede Globo.

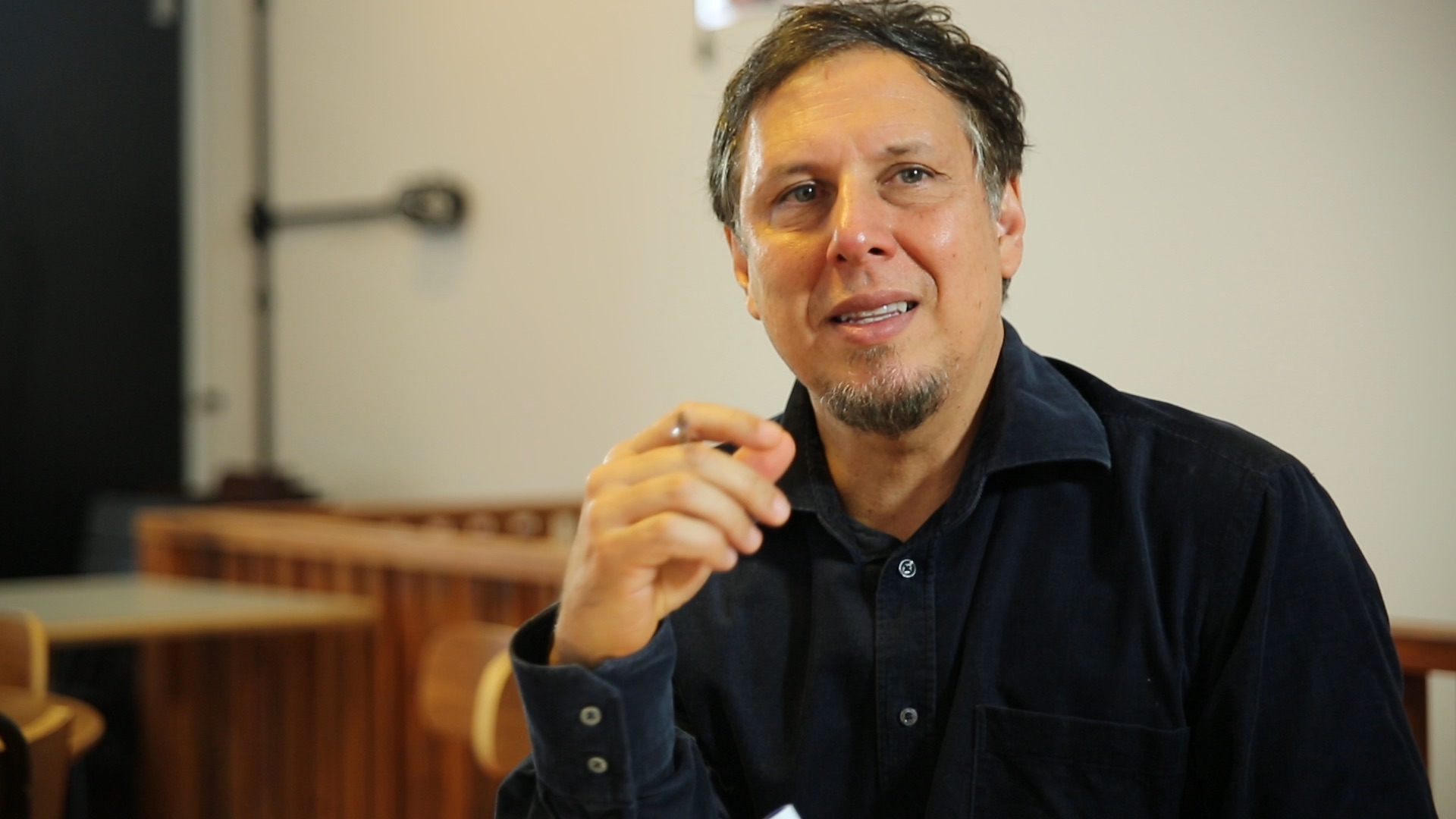
José Carvalho, roteirista

Em 2016, José e seu sócio Eduardo Ribeiro abriram a Roteiraria, uma desenvolvedora de conteúdo para dramaturgia audiovisual, consultoria e escola de roteiros com metodologia própria, desenvolvida em mais de 30 anos de estudos.

## Cinema
| Ano  | Título                           | Diretor                          | Premiações | Co-Autores                                                                | Estrelando                                                                    |
| ---- | -------------------------------- | -------------------------------- | --- | ------------------------------------------------------------------------- | ----------------------------------------------------------------------------- |
| 1998 | O Primeiro Dia                   | Walter Salles e Daniela Thomas   | Vencedor; Melhor Roteiro Original — Grande Prêmio do Cinema Brasileiro                                             | João Emanuel Carneiro Walter Salles Daniela Thomas                        | Fernanda Torres Luiz Carlos Vasconcelos                                       |
| 1999 | Castelo Rá-Tim-Bum, o Filme      | Cao Hamburger                    | Indicação; Melhor Roteiro Adaptado — Grande Prêmio do Cinema Brasileiro                                            | Anna Muylaert                                                             | Diego Kozievitch Rosi Campos Sérgio Mamberti                                  |
| 2002 | Querido Estranho                 | Ricardo Pinto e Silva            | Indicação; Melhor Roteiro Adaptado — Grande Prêmio do Cinema Brasileiro                                            | Ricardo Pinto e Silva Baseado na peça de Maria Adelaide Amaral            | Daniel Filho Suely Franco                                                     |
| 2010 | Elvis & Madona                   | Marcelo Laffitte                 | Vencedor; Melhor Roteiro — Festival do Rio Indicação; Melhor Roteiro Original — Grande Prêmio do Cinema Brasileiro | Marcelo Laffitte                                                          | Simone Spoladore Igor Cotrim                                                  |
| 2010 | Como Esquecer                    | Malu de Martino                  | N/A | Baseado no livro de Myriam Campello                                       | Ana Paula Arósio                                                              |
| 2011 | Bruna Surfistinha                | Marcus Baldini                   | Vencedor; Melhor Roteiro Adaptado — Grande Prêmio do Cinema Brasileiro                                             | Homero Olivetto Antônia Pellegrino Baseado na biografia de Raquel Pacheco | Deborah Secco                                                                 |
| 2012 | Meus Dois Amores                 | Luiz Henrique Rios               | N/A | Adaptação do conto Corpo Fechado, de João Guimarães Rosa                  | Caio Blat Maria Flor Alexandre Borges                                         |
| 2013 | Faroeste Caboclo                 | René Sampaio                     | Vencedor; Melhor Roteiro Adaptado — Grande Prêmio do Cinema Brasileiro                                             | Victor Atherino Marcos Bernstein Baseado em uma canção de Renato Russo    | Ísis Valverde Fabrício Boliveira                                              |
| 2015 | A Esperança é a Última que Morre | Calvito Leal                     | N/A | Patrícia Andrade Eduardo Caldas                                           | Danton Mello Dani Calabresa                                                   |
| 2015 | Beatriz                          | Alberto Graça                    | N/A | Marcos Bernstein Ricardo Bravo José Pedro Dos Santos Alberto Graça        | Marjorie Estiano Sérgio Guizé                                                 |
| 2016 | Vidas Partidas                   | Marcos Schechtman                | N/A |                                                                           | Naura Schneider Domingos Montagner Georgina Castro Suzana Faini Milhem Cortaz |
| 2018 | Berenice Procura                 | Allan Fiterman                   | N/A | Flavia Guimarães Flavia Lacerda                                           | Claudia Abreu Eduardo Moscovis Vera Holtz                                     |
| 2018 | Pixinguinha, um Homem Carinhoso  | Denise Saraceni e Allan Fiterman | N/A |                                                                           | Seu Jorge Taís Araújo Danilo Ferreira Thawan Lucas Lázaro Ramos               |
| 2018 | Maria do Caritó                  | Flavia Lacerda                   | N/A | Newton Moreno                                                             | Lilia Cabral                                                                  |

## Televisão
| Ano  | Título            | Escalação   | Parceiros Titulares                                            | Emissora      |
| ---- | ----------------- | ----------- | -------------------------------------------------------------- | ------------- |
| 1992 | Você Decide       | roteirista  | Paulo José                                                     | Rede Globo    |
| 1995 | Tocaia Grande     | colaborador | Duca Rachid Marcos Lazarini Mário Teixeira Walter George Durst | Rede Manchete |
| 1996 | Sai de Baixo      | roteirista  | Miguel Falabella                                               | Rede Globo    |
| 1996 | Xica da Silva     | colaborador | Walcyr Carrasco                                                | Rede Manchete |
| 2003 | Carga Pesada      | roteirista  | Ecila Pedroso Mara Carvalho Walther Negrão                     | Rede Globo    |
| 2013 | Tapas & Beijos    | roteirista  | Cláudio Paiva                                                  | Rede Globo    |
| 2014 | Meus Dias de Rock | roteirista  | Bernardo Melo Barreto                                          | Canal Brasil  |

## Script Doctoring
| Ano          | Título                                    | Diretor            | Tipo                               |
| ------------ | ----------------------------------------- | ------------------ | ---------------------------------- |
| 2009         | Cinderelas, Lobos e um Príncipe Encantado | Joelzito Araújo    | Longa-metragem; Documentário       |
| 2012         | A Coleção Invisível                       | Bernard Attal      | Longa-metragem; Ficção             |
| 2013         | Tapas & Beijos                            | Maurício Faria     | Seriado; Ficção                    |
| 2016         | O Grande Circo Místico                    | Carlos Diegues     | Longa-metragem; Ficção             |
| 2016         | Malasartes e o Duelo com a Morte          | Paulo Morelli      | Longa-metragem; Ficção             |
| 2016         | Uma Loucura de Mulher                     | Marcus Ligocki     | Longa-metragem; Ficção             |
| Pré-produção | Marighella                                | Wagner Moura       | Longa-metragem; Ficção             |
| Pré-produção | A Martriaca                               | Pedro Morelli      | Seriado; Produção O2 Filmes        |
| Pré-produção | O Visitante                               | Paulo Morelli      | Longa-metragem; Produção O2 Filmes |
| Pré-produção | As Amigas do meu Bebê                     | Luis Pinheiro      | Seriado; Produção O2 Filmes        |
| Pré-produção | Conectados                                | Marcus Ligocki     | Longa-metragem; Ficção             |
| Pré-produção | GRID                                      | Marcus Ligocki     | Longa-metragem; Ficção             |
| Pré-produção | Nosso Sonho                               | Eduardo Albergaria | Longa-metragem; Ficção             |
| Pré-produção | Zacarias                                  | João Nuno Pinto    | Longa-metragem; Ficção             |
| Pré-produção | Pureza                                    | Renato Barbieri    | Longa-metragem; Ficção             |
| Pré-produção | Moe e Momo                                | Chico Zullo        | Seriado; Ficção                    |
| Pré-produção | Yvý-Mará-Eý                               |                    | Longa-metragem; Ficção             |
| Pré-produção | 1992                                      |                    | Longa-metragem; Ficção             |
| Pré-produção | Sobre Girassóis e Zumbis                  |                    | Longa-metragem; Ficção             |
| Pré-produção | O Quarto das Horas                        |                    | Longa-metragem; Ficção             |
| Pré-produção | C.H.S.                                    |                    | Longa-metragem; Ficção             |
| Pré-produção | Mesopotâmia                               |                    | Longa-metragem; Ficção             |
| Pré-produção | Na Marca do Pênalti                       |                    | Longa-metragem; Ficção             |
| Pré-produção | Meninas do Crime                          |                    | Longa-metragem; Ficção             |
| Pré-produção | Corte Frio                                | Cassiano Prado     | Curta-metragem                     |